# Törnskata
Törnskata (Lanius collurio) är en fågel av törnskatesläktet i familjen törnskator bland tättingarna.

## Kännetecken

### Utseende
Törnskatan är cirka 17–18 centimeter lång och väger 22–47 gram. Den har kraftig, lätt böjd näbb. Könen skiljer sig i färg. Hanar är rödaktigt vita på undersidan och rödbrunt färgade på ryggen och vingarna. Den har grå hjässa, nacke och gump, breda svarta ögonstreck och svart, vid basen vitkantad stjärt. Honor är på ovansidan bruna, med ljusare gråbrun nacke och gump och mörkare ögonstreck. Deras undersida är ljusgrå och tvärvattrad med mörkare fjäderkanter. Ungfåglar liknar honorna, men är tvärvattrade även på ovansidan. 

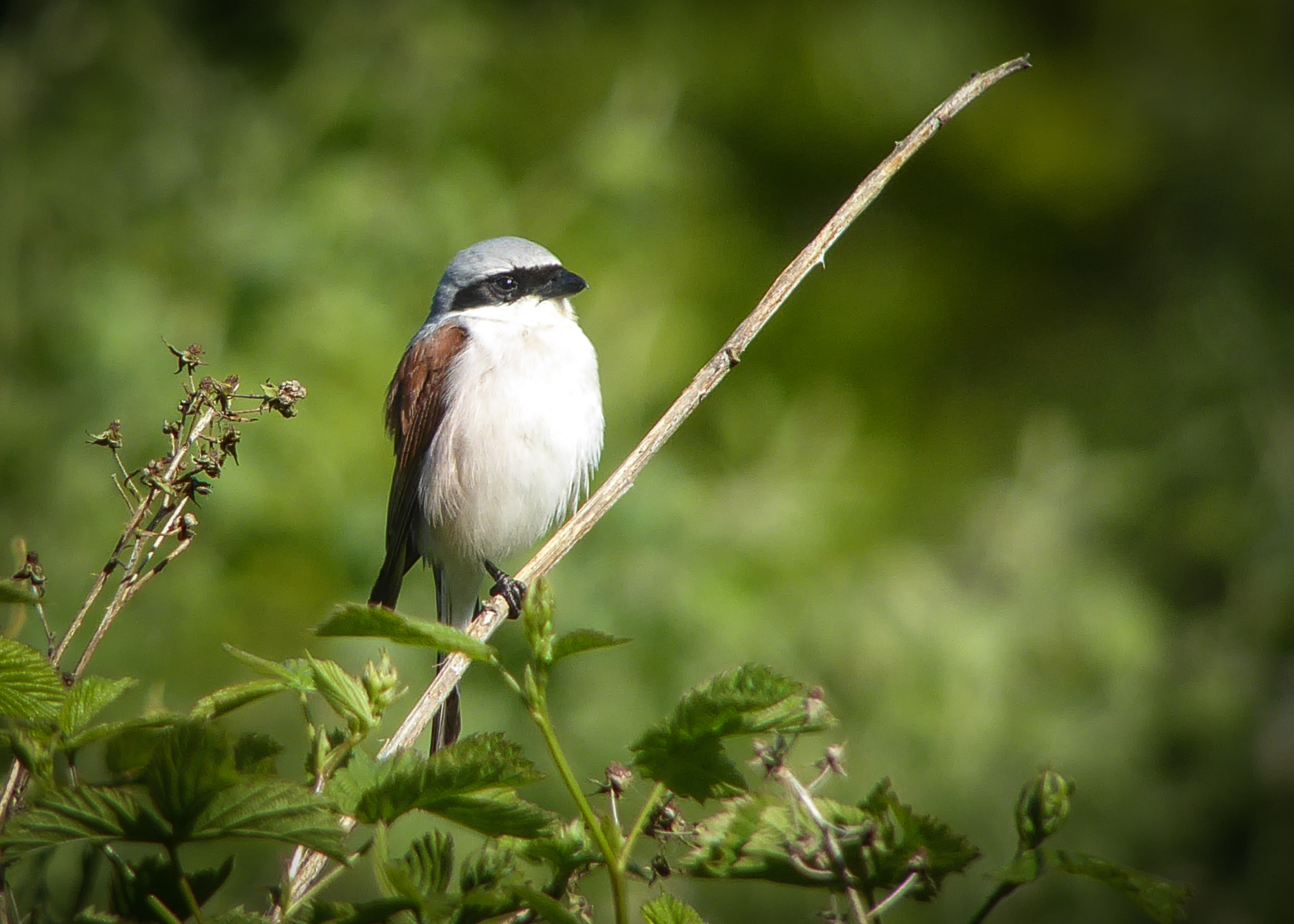
Hane av törnskata i Ottenby Lund, Öland.

### Läte
Sången är ett relativt lågmält, välklingande kvittrande, som dock även innehåller kraxande ljud. I denna sång bygger den in härmningar av andra fågelläten.

## Utbredning och systematik
Törnskatan är en flyttfågel och finns i Europa från slutet av april till september. Den häckar i stora delar av Europa, norrut till Skottland, Mellansverige och södra Finland. I Sydeuropa saknas den på större delen av Iberiska halvön. Utanför Europa häckar den i västra Sibirien, från Uralbergen till Altaj-bergen och i Främre Asien från södra och östra Anatolien till nordvästra och norra Iran samt på Krimhalvön.  Törnskatan övervintrar i östra och södra Afrika. Flyttvägen går över Sydosteuropa och Främre Asien. 
Törnskatan förekommer lokalt i Sveriges södra och mellersta landskap, samt längs Norrlands kust. Liksom i övriga Europa (se nedan) har törnskatan minskat i antal under slutet av 1900-talet, men beståndet har hållit sig ganska stabilt under det senaste årtiondet. Ungefär 26 000 till 34 000 par antas häcka i Sverige. Lokalt har den även kallats Hanvark.
Tidigare delades törnskatan in i flera underarter men betraktas nu oftast som monotypisk.

## Ekologi

### Biotop
Törnskatan bor i öppna landskap som erbjuder dels buskar och häckar som boplatser, dels låg markvegetation med rik tillgång på insekter. Den lever på buskbeväxta ängsmarker samt skogsbryn och hyggen. Den föredrar törniga buskar (till exempel hagtornar och slån), särskilt vid änden av en häck. 

### Föda och födosök
Födan består huvudsakligen av stora insekter, i mindre utsträckning av små ryggradsdjur, ibland små möss, små ödlor, grodor eller ungfåglar. 
Dess beteende då den sitter på den högsta möjliga utsiktspunkten och därifrån håller utkik efter byte är påfallande. Blixtsnabbt flyger den till marken, hämtar ett byte och far tillbaka till utgångspunkten. Genom att den spetsar sitt byte på törnen och taggar, i nödfall även på taggtråd, skaffar den förråd för dåliga dagar. Delar av födan som den inte kan smälta kastar den upp i form av små spybollar. I dessa finns hår, ben, fjädrar eller osmältbara delar av stora insekter.

### Häckning

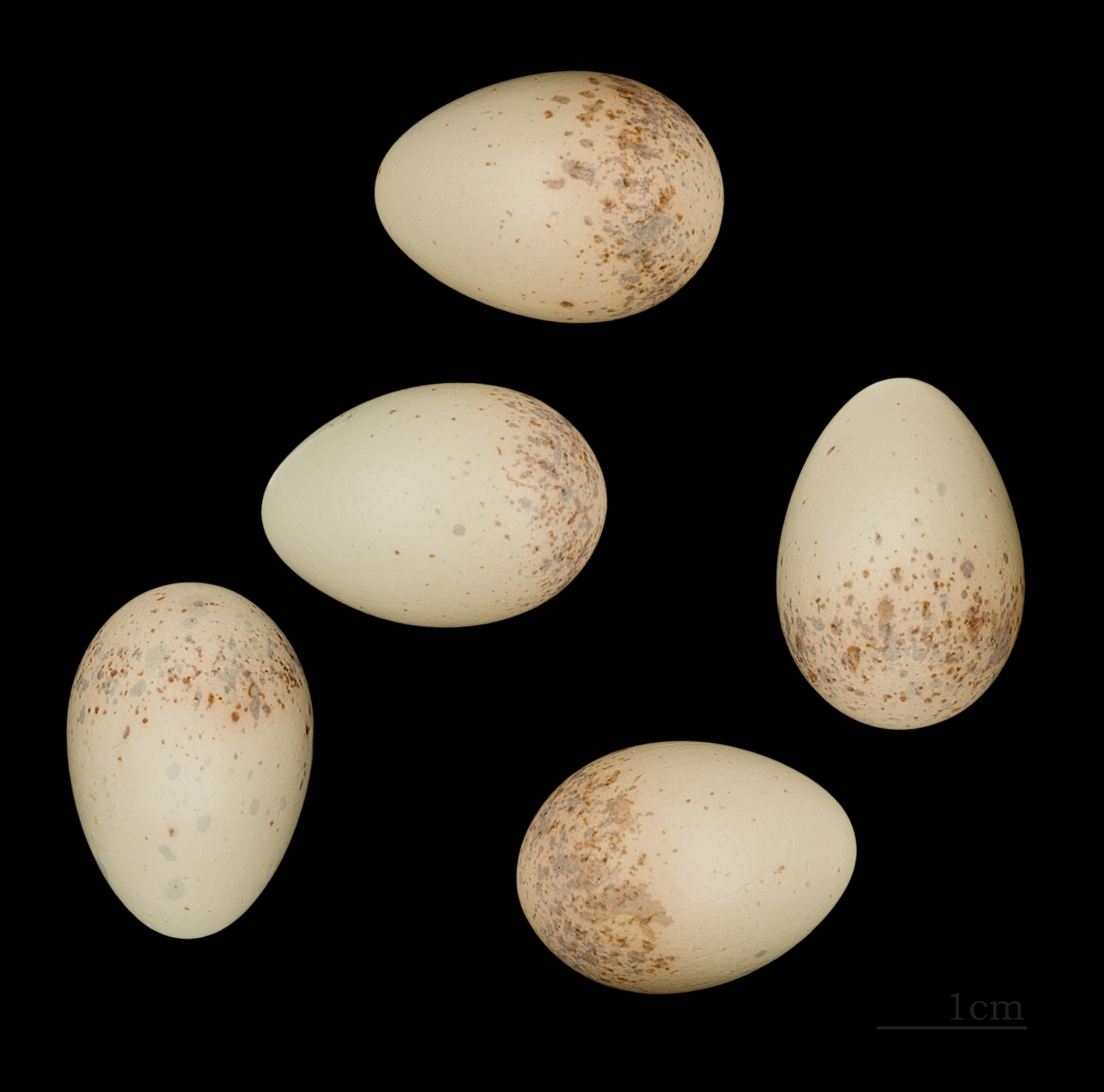
Törnskatans ägg.

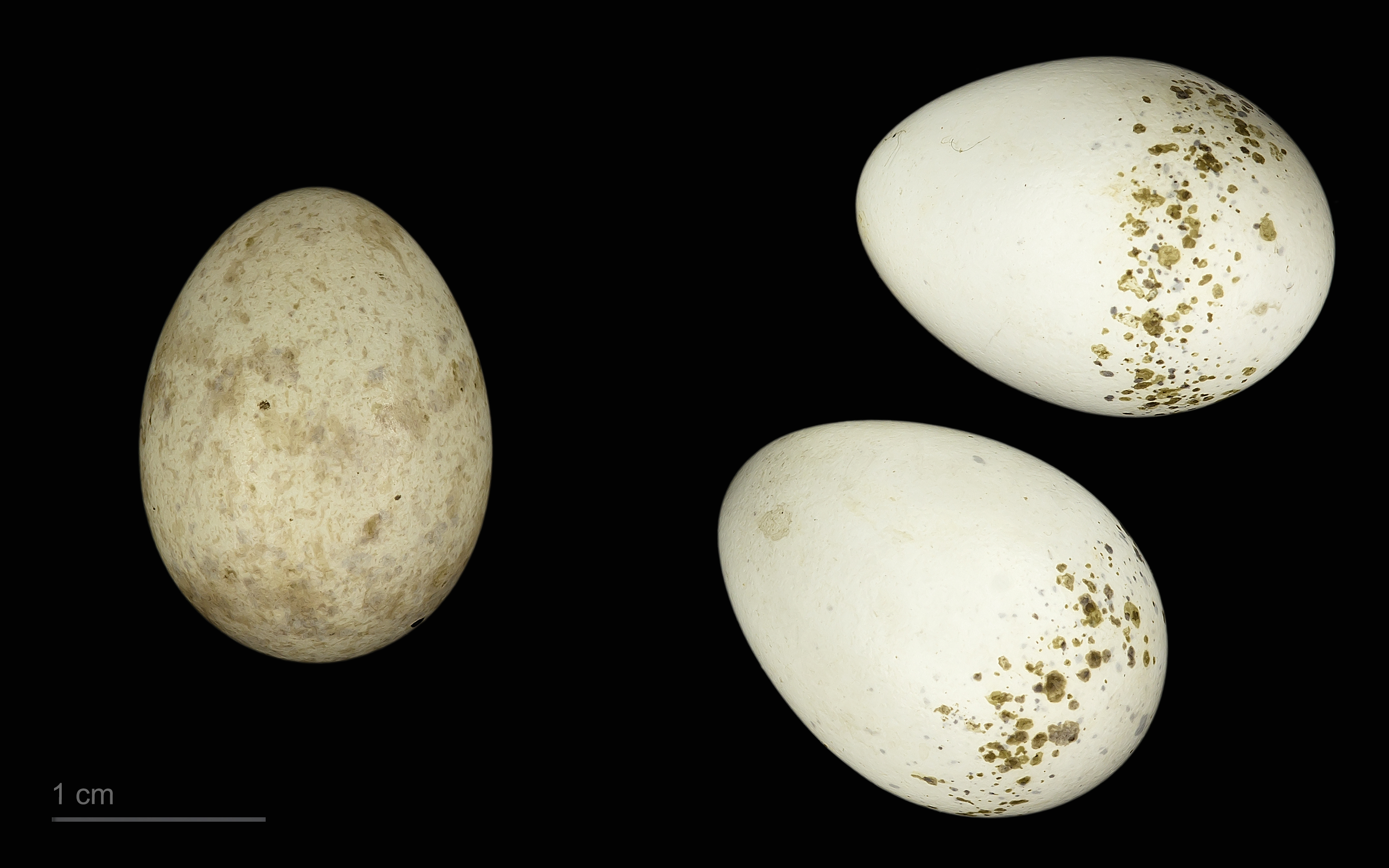
Cuculus canorus canorus + Lanius collurio

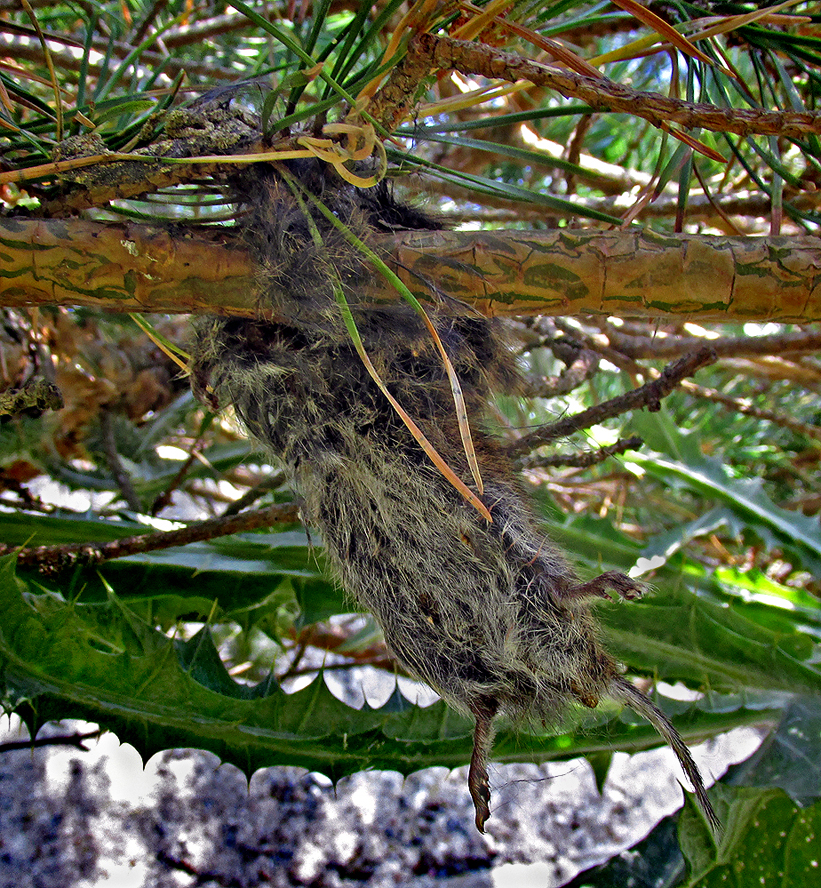
Ett typiskt matförråd (en mus) för törnskata eller varfågel.

Törnskator bildar i princip par endast för en häckningssäsong. Om fåglarna använder samma revir är det dock möjligt att paret återbildas året efter. Häckningstiden börjar i maj. Endast en häckning per säsong sker. Om en kull förloras kan det bli en andra häckning tills i juli. 
Törnskatan bygger sitt bo i täta buskar eller träd, och väljer särskilt törnbuskar. Redet är skålformat och byggs av båda partnerna av växtdelar, tunna grenar och mossa och fodras invändigt med fjädrar.  
Honan lägger fyra till sju cirka 23 millimeter stora ägg av varierande färg, brungula, gulvita, grön- eller rödaktiga, med bruna eller gråa fläckar. Äggen ruvas av honan i cirka två veckor. Redan efter ytterligare två veckor lämnar ungfåglarna boet, men stannar några veckor till hos föräldrarna. 
Törnskatan blir könsmogen efter ett år och kan bli sju år gammal.

## Status
Törnskatan har ett stort utbredningsområde och beståndet anses vara stabilt. Internationella naturvårdsunionen IUCN listar den därför som livskraftig (LC). Världspopulationen uppskattas till mellan 21,9 och 34,7 miljoner könsmogna individer.
Markanta biotopförluster har dock skett vid den norra gränsen för artens utbredning, vilket påverkat beståndetn där. På Brittiska öarna exempelvis är törnskatan nu ingen ständig häckfågel längre. Orsakerna till tillbakagången, som skett i hela Europa, är delvis förändring av landskapsstrukturen, som genom röjning av häckar och träddungar på fält, samt användning av bekämpningsmedel i jordbruket.

### Status i Sverige
Det svenska beståndet är relativt litet, uppskattat 2018 till 44 000 par. I Sverige var törnskatan upptagen som missgynnad på 2005 års rödlista. I 2010 och 2015 års rödlista anges den inte längre som hotad.